# Oomph!
Oomph! — немецкая рок-группа, образованная в 1989 году в Вольфсбурге, ФРГ. Изначально коллектив исполнял музыку в стиле EBM, однако, начиная со второго студийного альбома Sperm становится первопроходцем и законодателем Neue Deutsche Härte — ответвления индастриал-метала.

## История

### Ранние годы (1989—2002)
Началом отсчёта истории группы OOMPH! стал 1989 год. На небольшом музыкальном фестивале в Вольфсбурге встретились трое — Деро Гои, Крэп, Флюкс, будучи знакомы с детства, работали над различными совместными проектами в течение продолжительного времени, заканчивая игрой в группе Phaze. Флюкс до этого трудился в группе, играющей неоромантическую/авангардистскую музыку. Далее последовал длительный отпуск в Испании, где зарождающая группа записала некий полумифический демо-альбом. Он был выпущен тиражом около 500 штук и распродан в Испании. В одном из интервью Деро, рассказывая об этом альбоме, говорит следующее: «Для нас это стало хорошим способом выяснить, какую музыку мы хотим делать. Мы пробовали, репетировали, записывали… В результате у нас получился авангардистский электронный альбом, подобный тому, что мы делали потом… Но это был ещё не OOMPH!». Кроме этого, в процессе работы над ним сложились творческая команда, и роли в ней распределились, цитируя Деро, следующим образом: «Крэп — это Тезис, я — Антитезис, Флюкс — это Синтез».
Следующей вехой в истории стало заключение контракта с Machinery Records и выпуск в 1991 году сингла «Ich bin du». Сингл имел успех, и за ним, в 1992 году, последовал альбом c названием «Oomph!» (звукоподражание женскому оргазму). Особой любовью диджеев и публики пользовалась песня Der neue Gott, из всех песен группы она имеет наибольшее количество ремиксов. Следующим синглом OOMPH! стал «Der neue Gott». Группа начинала выступать на концертах. «В первом альбоме было много электроники и мало гитар. Вследствие этого, Machinery продвигала нас на рынке в области электроники… Наше первое концертное выступление состоялось во Франкфурте, мы были группой поддержки группы, работающей в аналогичном жанре… Мы вышли втроем на сцену и простояли от начала до конца за синтезатором… Мы немного потанцевали, немного поиграли, немного пооттягивались…», — вспоминает Флюкс.
Летом 1993 года OOMPH! играли в Нью-Йорке. Выступление в Limelight Деро вспоминает как один из самых страшных, волнующих моментов в истории группы. Осенью 1993 года вышел сингл «Breathtaker», содержащий ремиксы двух песен со второго альбома группы — «Sperm». Сам альбом был выпущен в 1994 году на Dynamica, подразделением Machinery Records, специализирующемся на тяжёлой музыке. «Sperm» был непохож на первый альбом: смелая, провокационная лирика и более тяжёлая музыка. В этом же году был снят первый клип «Sex». Из-за неприличного содержания, с точки зрения немецкого MTV, клип не был допущен к показу на этом канале. Однако это не помешало ни успеху песни и клипа, ни выпуску одноимённого сингла. В конце 1994 выходит третий сингл к альбому «Sperm» — «3+1», который содержит ремиксы трёх треков альбома и одну песню, не вошедшую в альбом.
Через год Dynamica издаёт третий альбом OOMPH! — «Defekt», который стал наиболее тяжёлым и агрессивным. Флюкс рассказывает о том, как было найдено название для этого альбома: «Обычно названия альбомов определяются к концу работы над ними. Но с Defekt произошла такая история: мы принесли черновой вариант работы эксперту для прослушивания, но CD оказался испорченным. Эксперт вернул нам его с надписью CD Defekt. Мы посмотрели друг на друга и пришли к мнению, что лучшего названия для альбома не найти». К моменту выпуска альбома группа уже выступала на концертах в полноценном составе: появились барабанщик — Лео, который стал бессменным «живым» барабанщиком OOMPH! и басист. В этом же 1995 году появился второй клип группы «Ice-Coffin» и одноимённый сингл. Из-за неудачной организации тура и недостаточной «раскрутки», альбом не имел большого успеха. Однако, OOMPH! уже заметили крупные звукозаписывающие компании, в частности Virgin Schallplatten. Музыканты начали обсуждать с прежней звукозаписывающей фирмой возможности ухода под опеку Virgin, но Dynamica отказала им, так как по контракту OOMPH! должен был ей ещё один альбом. В 1996 году вышел альбом «Wunschkind». «Мы должны были выполнить наш договор, и наш четвёртый альбом „Wunschkind“ был своего рода нашим разочарованием. Это был самый противный диск, который мы когда-либо делали», — Флюкс. Большая часть критиков и поклонников оценила альбом положительно, так как сочетание музыки и лирики создают эмоциональный настрой, полностью соответствующий заявленной теме альбома — теме насилия над детьми. «Это альбом про насилие, независимо от его природы — насилие властью, интеллектуальное, духовное, физическое. Не могу сказать, какого рода насилие опасней, у каждого есть своё мнение на этот счет. На мой взгляд, власть теряет смысл после осознания её бесполезности», — говорит Дэро. В музыкальном плане альбом достаточно сильно отличается от предыдущего: OOMPH! ушёл в сторону от жёсткости и агрессивности Defekt; сильная партия клавишных наряду с тяжёлой гитарой характеризуют звучание всего альбома. Косвенным признаком растущей известности группы стал тот факт, что мелодия одной из песен этого альбома, «I.N.R.I. vs. Jahwe», была использована в компьютерной игре Command and Conquer.
Проведя тур «Wunschkind» в конце 1996 — начале 1997, группа рассталась с Dynamica. Во время переговоров с различными звукозаписывающими компаниями участники группы наработали материал для нового альбома. Поэтому практически сразу после заключения контракта с Virgin Schallplatten, в 1998 году, с разницей в месяц, были выпущены сингл «Gekreuzigt» и одноимённый клип, пятый альбом «Unrein», сингл «Unsere Rettung».
Группа съездила в турне «Unrein» и начала работать над новым альбомом. 1999 год стал годом альбома «Plastik», в частности двух песен «Fieber» и «Das Weisse Licht». Во время работы над материалом альбома у участников группы возникла идея сделать песню-дуэт. Для реализации этой идеи OOMPH! требовалась певица, поющая на немецком в классической манере и, её голос должен был сочетаться с голосом Деро. Появилось желание привлечь к работе Нину Хаген, она наилучшим образом удовлетворяла всем этим условиям. Кроме того, был снят одноимённый клип. Несмотря на то, что песня «Fieber» имела успех, ещё более успешной стала другая песня из альбома — «Das weisse Licht». Сингл занимал 46 место в чартах, сам альбом — 21. Успех и альбома, и сингла мог быть намного больше, однако у OOMPH!' по-прежнему не складывались отношения с немецким MTV. Если «Sex» показался этому каналу неприличным, то «Das weisse Licht», с точки зрения этого канала, был слишком жестоким. Группа поехала в европейское турне совместно со Skunk Anansie, выступала на многочисленных фестивалях, песни с мелодичного «Plastik» заняли прочное место в концертной программе группы. В 2001 году группа выпускает альбом «Ego», сопровождаемый двумя синглами — «Supernova» и «Niemand». Песня «Supernova» и одноимённый клип стал хитом, однако большинство критиков отзывалось о самом альбоме не очень лестно. OOMPH! отправились в европейское турне совместно с финской группой HIM, в котором им пришлось выступать перед непривычной готической аудиторией, которая приняла OOMPH! очень благожелательно.

### Wahrheit oder Pflicht и GlaubeLiebeTod (2004—2007)
С выпуском «Ego» завершился контракт группы с Virgin Schallplatten, OOMPH! начали поиск новой звукозаписывающей компании и работу над следующим альбомом. В середине 2003 года OOMPH! заключает контракт с Gun Records и выпускает в конце года клип «Augen auf!». Сразу же после выхода в начале 2004 года одноимённого сингла, он оказывается в Top 10 Singles. Сингл пользуется такой популярностью в Германии, что за первый день раскупается почти весь тираж и Gun Records срочно приступает к выпуску повторного тиража. К третьей неделе «Augen auf!» занимает первую позицию в немецких чартах. Очень быстро сингл становится «золотым». В феврале 2004 года появляется восьмой альбом группы «Wahrheit oder Pflicht», который становится «золотым» и входит в Germany TOP 100 Albums. OOMPH! едут в турне по городам Германии и Европы, причём в Германии практически во всех городах концерты происходят при полном аншлаге. Из-за нехватки билетов компания ContraPromotion, организующая тур группы, вынуждена заменять заранее заявленные концертные залы на более вместительные.
В апреле — мае 2004 года появляется клип «Brennende Liebe» и одноимённый сингл, записанный совместно с австрийской группой L'Âme Immortelle. Сингл также сразу же попадает в Top 10 Singles. В марте 2006 года вышел альбом «GlaubeLiebeTod».. Выступление группы на церемонии вручения музыкальной премии Echo было запрещено, когда члены жюри узнали, что музыканты собираются исполнить на церемонии свой последний сингл «Gott ist ein Popstar» («Бог — поп-звезда»). А год спустя ввиду успеха «GlaubeLiebeTod» альбом был номинирован на получение этой премии, даже несмотря на присутствие в его трек-листе той самой «противоречивой» песни.
Во второй половине 2006 года лейблы Virgin и Supersonic выпустили сразу два сборника лучших вещей Деро, Крэпа и Флюкса. Песня «Träumst du» заняла первое место на конкурсе Bundesvision (немецкий национальный аналог «Евровидения»). В феврале 2007 выходит сингл OOMPH! feat. Марта Яндова и «Delikatessen (Limited Edition Digipak)». В июле выходит первый DVD «Rohstoff». Он включает в себя живое выступление в Берлине в 2006 году, клипы, съёмки и интервью. В ноябре того же года выпускается «Delikatessen vs. Rohstoff». 14 декабря 2007 года выходит новый клип на композицию «Wach auf!» которая является саундтреком к фильму «Чужой против Хищника 2». 4 января 2008 выходит сингл «Wach auf!», который включает в себя собственно саму песню и ремикс.

### Monster и Truth or Dare (2008—2010)
В феврале 2008 года OOMPH! вместе с Мартой Яндовой представили на конкурсе Bundesvision победившую песню. 26 апреля 2008 года OOMPH! выступили с государственным оркестром Брауншвайга под управлением Герда Шаллера в Volkswagen Halle Braunschweig. В преддверии нового альбома на официальном сайте группы появилась онлайн-игра Labyrinth, проходя которую, игроки имели возможность посмотреть новые фотографии OOMPH!, а также полные версии клипов «Beim ersten Mal tut’s immer weh» и «Labyrinth» на песни с нового альбома. Данные клипы подверглись цензуре, а клип «Beim ersten Mal tut’s immer weh» вскоре был удалён с таких сайтов как YouTube и MyVideo. 22 августа вышел 10-й, альбом OOMPH! «Monster», который выступил связующим звеном между прошлым, настоящим и будущим. Он включил элементы EBM с дебютного альбома группы — трек «Revolution», а также гимноподобные припевы, мощные гитарные рифы, танцевальные мелодии, похожие на саундтреки к фильмам — это треки «Beim ersten Mal tut’s immer weh» и «Labyrinth». Альбом выпущен в нескольких версиях (CD и DVD), а также с различными бонус-треками.
5 сентября 2008 выходит первый сингл альбома «Monster» — «Labyrinth». По прошествии нескольких дней — сингл «Labyrinth» и сам альбом занимают 1 места в немецких альтернативных чартах. 13 ноября выходит новый клип на песню «Auf Kurs». 6 ноября начался «Монстр-тур». За месяц группа дала 23 концерта. 25 ноября проходит прямая трансляция концерта из Кёльна. Выступление смотрели более 25 000 зрителей в интернете и свыше 1 000 фанатов в зале. 2009 год группа начала с выпуска клипа и сингла «Sandmann», посвящённых проблеме детской бедности в Германии. «В 2009 году в Германии проживает 2,5 миллиона бедных детей» — надпись в конце клипа. В феврале из-за экономического кризиса прекращает существование звукозаписывающая компания Gun и звукозаписывающими делами ООМРН! теперь занимается Sony.
26 февраля 2010 года выходит альбом «Truth or Dare» представляющий собой переведённые на английский язык песни последних лет. Flux:
...мы хотим донести свою музыку до такого большого количества людей во всём мире, насколько это возможно. Мы всегда любили исследовать новые измерения и узнавать новые страны. Лирика — важная составляющая наших песен, и для большинства наших фанов именно лирика (в комбинации с музыкой) является причиной, почему они следуют за нами в течение многих лет и чувствуют такую глубокую связь с нами. Английский язык это международный язык, и поэтому, чтобы позволить большинству людей войти в мир наших мыслей, мы должны были записать свои лучшие песни на этом языке.
В поддержку этого альбома они посетили разные страны Европы, в том числе Россию. Летом того же года по заказу ESL (Electronic Sports League) они написали заглавный трек для игр ESL Pro Series под названием «Sieger», после чего вплотную занялись записью нового одиннадцатого студийного альбома.

### Des Wahnsinns Fette Beute (2012)
8 октября 2011 года на официальной странице группы в Facebook Роберт Флюкс объявил, что запись нового альбома будет завершена в конце ноября. Через некоторое время Деро также сказал, что будут выбраны только 20 треков, и затем они выберут из них 12 или 14 лучших.
На официальном сайте группы объявили, что новый альбом будет называться «Des Wahnsinns Fette Beute». Единственный сингл, «Zwei Schritte vor», вышел 4 мая 2012 года. Сам же альбом вышел 18 мая.
Затем Oomph! отправились в концертное турне по Европе, которое стартовало 24 мая в России и продолжалось до октября. Они посетили с концертами Украину, Швейцарию, Германию, Австрию, Литву, Нидерланды и Испанию.
В 2012 году появилось два новых участника группы для живых выступлений: Okusa (ударные) и El Friede (клавишные).
На официальной странице группы в Facebook 29 августа 2012 года было сообщено, что группу покинул барабанщик для живых выступлений Leo. Последнее выступление Leo с группой было 1 сентября 2012 года на международном открытом рок-фестивале «KRock U Maibutne» («Крок у майбутнє», с укр. — «Шаг в будущее»), ежегодно проводимом в Херсоне. В октябре 2012 было объявлено, что к группе присоединился новый барабанщик под псевдонимом Sylvestri.

### XXV (2015)
16 мая 2014 года в интервью с «Global Metal Apocalypse» Деро упомянул, что группа работает над новым альбомом, выход которого намечен на 2015 год. 17 мая 2015 года на официальном сайте было объявлено, что релиз нового альбома назначен на 31 июля 2015 года. Позже стало известно, что альбом будет называться «XXV».
14 июля 2015 года на официальном сайте группы появилась запись, сообщающая о том, что начиная с этого дня ежедневно будет выходить по одной песне из нового альбома.
17 июля 2015 года вышел сингл «Alles aus Liebe», а 30 числа того же месяца на официальной странице в Facebook группа выложила клип на песню.
31 июля 2015 года официально стал доступен для покупки новый альбом под названием «XXV», быстро завоевавший популярность среди новинок уже к концу дня.
19 октября 2015 года в Кёльне стартовал турне по Европе в поддержку нового альбома, в котором на некоторое время сессионного барабанщика Мартина будет заменять бывший участник для живых выступлений Silvesri. До этого Oomph! уже выступали с новыми песнями на таких фестивалях, как Amphi Festival, Wacken Open Air Festival и NCN Festival в Германии и Zaxidfest на Украине летом 2015 года.
23 марта на официальной странице в Facebook группа опубликовала live-видео на песню «Als wärs das letzte Mal»

### Ritual (2019)
16 ноября 2018 года на официальной странице группы в Facebook появилась запись, сообщающая о новом альбоме Ritual, который вышел 18 января 2019.
30 ноября 2018 года вышел сингл «Kein Liebeslied».
4 января 2019 года вышел сингл «Tausend Mann Und Ein Befehl», а также клип на песню.
18 января состоялся релиз альбома под лейблом Napalm Records.
29 сентября 2021 года на официальных страницах Oomph! было объявлено об уходе Деро Гои из группы. Крэп и Флюкс работали над следующим студийным альбомом с певцом, имя которого оставалось в тайне.

### Richter und Henker (2023)
22 июня 2023 года на официальном сайте Oomph! было названо имя нового вокалиста. Им стал Даниэль «Дер Шульц» Шульц, вокалист группы Unzucht. Кроме этого, группа анонсировала свой следующий альбом, который получил название «Richter und Henker» и вышел 8 сентября 2023 года.
11 июля вышел сингл «Wem die Stunde schlägt», а также клип на песню.
15 августа группа выпустила песню «Richter und Henker».
5 сентября вышел сингл «Nur ein Mensch».

## Состав
- Крэп — лид-гитара, клавишные, программирование, бэк-вокал;
- Флюкс — ритм-гитара, бас-гитара, программирование, сэмплы, бэк-вокал.
- Дер Шульц — вокал

### Бывшие участники
- Деро Гои — вокал, ударные (1989—2021)[4]

### Для концертных выступлений
- Hagen (Hagen Gödicke) — бас-гитара (c 2002);
- Simon — барабаны (с 2023)
- Lajos — клавишные (с 2023)

### Бывшие участники для концертных выступлений
- El Friede — клавишные, синтезатор (2012-2015);
- Tobi (Tobias Gloge) — бас-гитара (1993—2002);
- Leo (Christian Leonhardt) — барабаны (1993—2012);
- Martin Bode — ударные (2013—2015);
- Okusa (Patrik Lange) — перкуссия (2012—2018);
- Felix — клавишные (2016—2020).
- Silvestri (Michael Merkert) — барабаны (2012—2013, 2015-2023).

## Дискография
Студийные альбомы
- Oomph! (1992)
- Sperm (1994)
- Defekt (1995)
- Wunschkind (1996)
- Unrein (1998)
- Plastik (1999)
- Ego (2001)
- Wahrheit oder Pflicht (2004)
- GlaubeLiebeTod (2006)
- Monster (2008)
- Des Wahnsinns fette Beute (2012)
- XXV (2015)
- Ritual (2019)
- Richter und Henker (2023)